# 阿沃兰
阿沃兰（法語：Avelin，法語發音：[avlɛ̃]）是法国上法兰西大区北部省的一个市镇，位于该省中部偏南，属于里尔区。

## 地理
阿沃兰（50°32'24"N, 3°4'54"E）面积13.76 平方千米，位于法国上法蘭西大區北部省，该省份为法国最北部的省份及最长的省份，西北濒北海，西接加来海峡省，南至埃纳省和索姆省，东与比利时接壤。
与阿沃兰接壤的市镇（或旧市镇、城区）包括：旺德维尔、瑟克兰、唐普勒马尔、图尔米尼、阿蒂什、埃讷沃兰、弗勒坦、梅里尼、蓬塔马克。

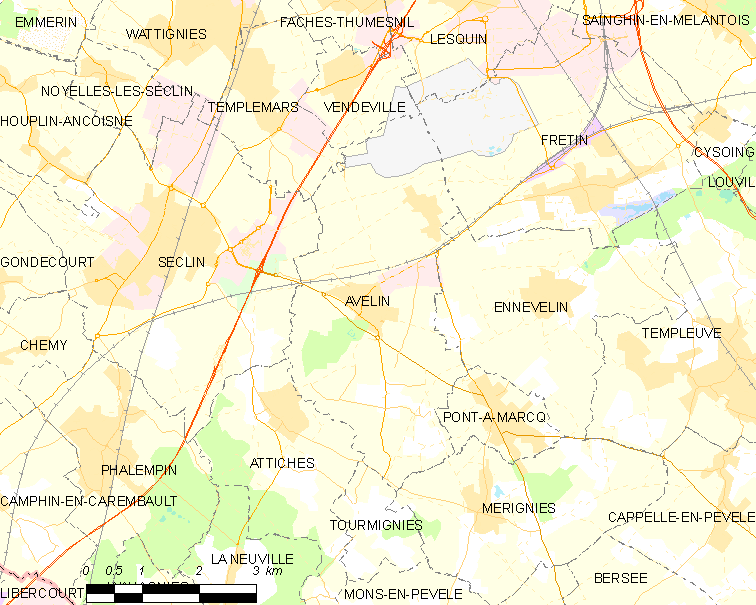
阿沃兰的OSM定位图

阿沃兰的时区为UTC+01:00、UTC+02:00（夏令时）。

## 行政
阿沃兰的邮政编码为59710，INSEE市镇编码为59034。

## 政治
阿沃兰所属的省级选区为佩韦勒地区唐普勒沃县。

## 人口

1962-2008年间阿沃兰人口变化图示

阿沃兰于2022年1月1日时的人口数量为2575人。